# Lijst van Belgische adelsverheffingen 2008
Personen die in 2008 in de Belgische adel werden opgenomen of een adellijke titel verwierven.

## Baron
- Michel Van Vyve, erfelijke adel en persoonlijke titel van baron

## Jonkheer
- Peter, Dirk, Geert en Ilse Arrazola de Oñate, erkenning erfelijke adeldom
- Leopold Arrazola de Oñate (1928-2013), erkenning erfelijke adeldom.